# Geonómia
A geonómia vagy átfogó földtudomány integrálja a földtudományokat; a Földet égitestként, dinamikusan változó, globális rendszerként kezeli.
Felhasználja a geofizika, geokémia, klimatológia, meteorológia, hidrológia stb. eredményeit. Kutatja a mágneses pólusok változásait és azok összefüggéseit külső hatásokkal.
Kitekint a Naprendszer más bolygói és holdjai felé is a csillagászaton és űrkutatáson keresztül, összehasonlítva kémiájukat, fizikájukat a Földével. Kutatja a naptevékenység földi hatásait, az árapályerők hatását a Föld forgására, energiaháztartására, a vulkáni tevékenységre.
A Föld történetén keresztül, az ásványok, szén és szénhidrogének keletkezésének összefüggéseit vizsgálva kapcsolatot teremt a bányászattal, a légköri és a felszíni vizek jelenségeinek vizsgálatán keresztül az energiatermeléssel.
A geonómia fogalmának bevezetése Szádeczky-Kardoss Elemér nevéhez fűződik: Geonómia (Bp., 1974).

## Alterületei
- meteoritika, a meteoritok anyagvizsgáló tudománya
- planetológia, a bolygók komplex vizsgálatának tudománya (ilyen értelmű meghatározást kapott a geonómia is, de földre vonatkoztatva, az űrkutatás korai időszakában, Szádeczky-Kardoss Elemér kezdeményezésére)
- anyagfejlődés, az anyagfejlődés-történetet vizsgáló interdiszciplináris kutatási terület
- kozmopetrológia és kozmopetrográfia, rokon a meteoritikával, amely már korábban kialakította a vizsgálatok körét
- kozmogeokémia, a kozmikus térség anyagaira alkalmazott kémia vizsgálati területe
- kőzettan-geokémia, hagyományosan a földtest kőzettani folyamatait vizsgálta, de ez a vizsgálati kör ma már kiterjed a meteoritekre és a bolygótestek anyagára, sőt a Naprendszert megelőző időszakokban létrejött anyagok vizsgálatára is
- vulkanológia, szintén földi folyamatokra kialakított tudományág, amely azonban ma már nemcsak a belső bolygók vulkáni folyamatait kutatja, hanem a külső Naprendszer kriovulkanizmusát (jegek megolvadása során létrejövő, kitörési és más olyan folyamatokat is, amelyek során anyagok ömlenek az égitestek felszínére az égitest belsejéből)

## Külső hivatkozások
- A könyvről szóló nemzetközi közlemény